# (16165) Licht
(16165) Licht es un asteroide perteneciente al cinturón de asteroides, descubierto el 5 de enero de 2000 por el equipo del Lincoln Near-Earth Asteroid Research desde el Laboratorio Lincoln, Socorro, Nuevo México.

## Designación y nombre
Designado provisionalmente como 2000 AW83. Fue nombrado en honor a Jacob Licht por su logro como finalista en la búsqueda de talentos científicos de Intel de 2002, una competencia científica para estudiantes de último año de secundaria. Jacob es un estudiante de la escuela secundaria William Hall High School, West Hartford, Connecticut.

## Características orbitales
Licht está situado a una distancia media del Sol de 2,265 ua, pudiendo alejarse hasta 2,555 ua y acercarse hasta 1,975 ua. Su excentricidad es 0,128 y la inclinación orbital 2,712 grados. Emplea 1245,02 días en completar una órbita alrededor del Sol.

## Características físicas
La magnitud absoluta de Licht es 14,98. Tiene 2,474nbsp;km de diámetro y su albedo se estima en 0,316.